# 松好斎半兵衛
松好斎 半兵衛（しょうこうさい はんべえ、生没年不詳）とは、江戸時代の大坂の浮世絵師。

## 来歴
流光斎如圭の門人、俗称半兵衛。大坂島の内の岩田町（別名清水町）に住む。作画期は寛政7年（1795年）から文化6年（1809年）の間にかけてで、師の如圭と同じく似顔の役者絵を描いた。ほかに絵入り根本（ねほん）の挿絵や肉筆画も手がけている。狂歌もたしなみ、戯場好人の名で作を残す。文化年間に没したという。門人に春好斎北洲がいるが、ほかに寿好堂よし国、真好、雪好、露好も門人かといわれている。

## 作品
- 『戯場楽屋図会』　※寛政12年刊行
- 『俳優児手柏』　※享和2年刊行
- 『拳角力図会』　※文化6年刊行
- 「二代目嵐三五郎」　細判錦絵　※寛政7年5月、大坂角の芝居『愛護稚名歌勝鬨』より
- 「筑紫権六・嵐吉三郎」　細判錦絵　池田文庫所蔵　※文化元年正月、角の芝居『けいせい筥伝授』より
- 「美人観月図」　絹本着色　熊本県立美術館所蔵　※「浪花浮世画師　松好斎画」の落款、「松」・「好」の上下一対蒲鉾型印2顆あり